# HMS H25
Pour les articles homonymes, voir H25.
Le HMS H25 est un sous-marin britannique de classe H construit pour la Royal Navy par Vickers Limited à Barrow-in-Furness, dans le cadre du groupe 3. Il est lancé le 27 avril 1918 et mis en service le 16 juillet 1918. Il comptait vingt-deux membres d’équipage.
Le HMS H25 a été vendu le 19 février 1929 et démantelé à Charlestown (Fife).

## Conception
Le H25 est un sous-marin de type Holland 602, mais il a été conçu pour répondre aux spécifications de la Royal Navy. Comme tous les sous-marins britanniques de classe H postérieurs au HMS H20, le H25 avait un déplacement de 440 tonnes en surface, et de 500 t en immersion. Il avait une longueur de 52 m, un maître-bau de 4,67 m, et un tirant d'eau de 3,81 m.
Il était propulsé par un moteur Diesel d’une puissance de 480 ch (360 kW) et par deux moteurs électriques fournissant chacun une puissance de 320 ch (240 kW). Le sous-marin avait une vitesse maximale en surface de 13 nœuds (24 km/h). En utilisant ses moteurs électriques, le sous-marin pouvait naviguer en immersion à 11 nœuds (20 km/h). Il transportait normalement 18,1 tonnes de carburant, mais il avait une capacité maximale de 20 tonnes. Les sous-marins britanniques de classe H post-H20 avaient un rayon d'action de 2 985 milles marins (5 528 km) à la vitesse de 7,5 nœuds (13,9 km/h) en surface,.
Le H25 était armé d’un canon antiaérien et de quatre tubes lance-torpilles de 21 pouces (533 mm) montés dans la proue. Il emportait huit torpilles. Son effectif était de vingt-deux membres d’équipage.